# ノーフォーク (原子力潜水艦)
|          |                                            |
| 艦歴     |                                            |
| 発注     | 1976年2月20日                              |
| 起工     | 1979年8月1日                               |
| 進水     | 1981年10月31日                             |
| 就役     | 1983年5月21日                              |
| 退役     | 2014年12月11日                             |
| 母港     | バージニア州ノーフォーク                   |
| 除籍     | 2014年12月11日                             |
| 性能諸元 |                                            |
| 排水量   | 満載：6,126 トン、基準：5,751 トン         |
| 全長     | 110.3 m (362 ft)                           |
| 全幅     | 10 m (33 ft)                               |
| 喫水     | 9.7 m (32 ft)                              |
| 最大速   | 水上25 kt (46 km/h)、水中30+ kt (56 km/h)  |
| 潜行深度 | 290 m (950 ft)                             |
| 機関     | S6G reactor 1基                            |
| 乗員     | 士官12名、兵員98名                         |
| モットー | Vi per Concordiam (Strength through unity) |
|          |                                            |

ノーフォーク(USS Norfolk, SSN-714)は、アメリカ海軍のロサンゼルス級原子力潜水艦の27番艦。艦名はバージニア州ノーフォークに因んで命名された。その名を持つ艦としては米軍初の嚮導駆逐艦(DL-1)以来3隻目。

## 艦歴
ノーフォークは1976年2月20日にバージニア州ニューポート・ニューズのニューポート・ニューズ造船所に建造発注され、1979年8月1日に起工した。1981年10月31日にキャスパー・ワインバーガー夫人によって命名、進水し、1983年5月21日に艦長ケネス・R・カー中佐の指揮下就役する。カー中佐は同年末に昇進、国防総省へ異動し、1988年に原子力推進評価委員として退役した。
2代目艦長のアルフレッド・ポネッサ中佐による指揮の下、ノーフォークはMk48新型魚雷の拡大公試や、秘密の音響実験に従事した。ポネッサ艦長は1989年にハーロップ艦長と交代した。
1989年1月17日、ノーフォークは戦闘給糧艦『サンディエゴ』 (USS San Diego, T-AFS-6) とチェサピーク湾で衝突した。ノーフォークはエンジニアリング検査のための海外配備の途中であったが、経験豊かな士官は任務に従事中で、当直士官は艦で最年少の士官であり、原子力艦艇での訓練は未経験の中尉であった。艦長自身も着任後間もなく、当日は風邪による体調不良で声が嗄れた状態にあった。サンディエゴの横を通過する際、ノーフォークは左舷にブイを放出しており、このため進路を過剰に修正し、右舷をサンディエゴに接触した。両艦とも大きな損傷もなく、負傷者もいなかった。事故後ノーフォークは帰還し、その後艦長は退任した。ノーフォークは検査と修理のためジョージア州キングス・ベイに浮上して向かった。
この事故の結果、潜水艦隊司令部は潜水艦の速度制限およびハンプトン・ローズ水路での制限海域における行動に関する指令を発した。
ノーフォークは1991年から93年までメイン州キタリーのポーツマス海軍造船所でオーバーホールが行われた。この間に近代化改修が施される。
ノーフォークはポーツマス海軍造船所で22ヶ月におよぶ燃料交換オーバーホールを完了し、2004年8月25日にバージニア州ノーフォークに帰還した。2014年11月11日退役。現在は原子力艦再利用プログラムにエントリー。処理待ちの状態にある。